# 弦楽四重奏曲 (ドビュッシー)
《弦楽四重奏曲ト短調（仏語：Quatuor à cordes en sol mineur）》作品10は、クロード・ドビュッシーが1893年に作曲した室内楽曲である。同年12月29日にパリの国民音楽協会にてイザイ四重奏団によって初演されたが、評価は賛否両論だった。ドビュッシーの現存する作品では唯一作品番号付きで出版されている。

## 作品

### 背景
ドビュッシーは前年に抒情劇《ロドリーグとシメーヌ（Rodrigue et Chimène ）》を放棄したばかりであった。弦楽四重奏曲は2点を作曲する予定であったが、構想がまとまったのは本作のみであった。

### 楽曲構成
循環形式によって各楽章が関連付けられている点に、ドビュッシーが敬慕したセザール・フランクからの影響が看て取れる。全般的に旋法的であるうえに、ポリフォニックというよりホモフォニックな傾向ゆえに、しばしばエドヴァルト・グリーグの弦楽四重奏曲が刺戟になったと指摘されている。ほかにも、ボロディンやジャワのガムランからの影響を見る向きもある。
以下の4つの楽章から成り、全曲を通すとおよそ25分を要する。
1. Animé et très décidé（活き活きと、きわめて決然として）
2. Assez vif et bien rythmé（かなり急速に、とてもリズミカルに）
3. Andantino, doucement expressif（アンダンティーノ、甘く表情豊かに）
4. Très modéré - Très mouvementé - En animant peu à peu - Très mouvementé et avec passion（きわめて穏やかに - きわめて躍動して - 少しずつ動きを付けて - きわめて躍動して、かつ情熱的に）

## 関連事項
- 弦楽四重奏曲 (ラヴェル)